# Mejit
Mejit (deutsch veraltet: Neujahrsinsel) ist ein gehobenes Atoll der Ratak-Kette der Marshallinseln. Das ehemalige Atoll hat eine Landfläche von 1,86 km², die Lagune ist ausgetrocknet. Das nächste (echte) Atoll, Ailuk, liegt rund 100 km in westlicher Richtung entfernt.
Die gesamte Bevölkerung von (Stand 2021) 230 Einwohnern lebt im gleichnamigen Hauptort und einzigen Ort Mejit an der Südwestseite. Die Bewohner der Insel bauen Brotfrüchte und Taro an. Des Weiteren flechten sie weithin bekannte Matten aus den schilfartigen Blättern des Schraubenbaumes. Besonderheiten der Insel sind ein für die Region einzigartiger Süßwassersee mit Enten im nördlichen Inselteil und die Stromversorgung der Bewohner durch Solaranlagen.
Die Insel verfügt über eine 900 Meter lange Start- und Landebahn für Kleinflugzeuge (IATA-Code: MJB), welche fast ausschließlich von Air Marshall Islands angeflogen wird.

## Bevölkerungsentwicklung
Die Bevölkerung nahm zwischen 1988 und 2021 von 445 (Höchststand) auf 230 ab.
| Jahr        | 1958 | 1967 | 1973 | 1980 | 1988 | 1999 | 2011 | 2021 |
| ----------- | ---- | ---- | ---- | ---- | ---- | ---- | ---- | ---- |
| Bevölkerung | 346  | 320  | 271  | 325  | 445  | 416  | 348  | 230  |